# Gheorghe Ștefan
Gheorghe Ștefan (n.  ? – d. 1668, Stettin, Imperiul Suedez), numit și Burduja, a fost domn al Moldovei între 13 aprilie 1653–8 mai 1653 și 16 iulie 1653–13 martie 1658. A fost fiul lui Dumitrașcu Ceaur. 

## Biografie
În timp ce era logofăt al lui Vasile Lupu, e îndemnat să se răscoale de rivalul acestuia, Matei Basarab al Munteniei și e sprijinit și de Gheorghe Rakoczy al II-lea din Transilvania. Revoltei sale îi dă un pretext familial, susținând că soția sa a fost batjocorită de domnitor, dar și unul național, zicând că Vasile Lupu are o înclinare desăvârșită către greci. Ambițiosul Gheorghe Ștefan venit cu ajutor extern, îl alungă pe Lupu la cazaci, dar acesta se reîntoarce și îl bate la Popricani pe fostul său logofăt care-l trădase. Dorind să se răzbune pe Matei Basarab, Lupu îl urmărește pe Gheorghe Ștefan și în Muntenia, însă este învins la Finta, fiind astfel nevoit să fugă din nou, pierzând tronul definitiv. Lupu se refugiază la tătari și de acolo la Constantinopol.
Gheorghe Ștefan reușește să-și cumpere în 1653 confirmarea domniei de la turci. A pus dări pe țară ca să facă față uneltirilor de la Constantinopol și avea lefegii străini. Grecii sunt persecutați, ca și rudele lui Vasile Lupu, ceea ce provoacă intrigi și plângeri la Constantinopol. Nici fidelitatea lui Gheorghe Ștefan față de Rakoczy nu era privită cu ochi buni de turci, mai ales ca Rakoczy organizase o alianță cu Muntenia, Moldova, Suedia, Brandenburg și cazacii, contra Poloniei, ba încă făcuse și o expediție, nereușită însă. Poarta temându-se ca această alianță să nu se întoarcă împotriva ei, îi destituie pe cei trei principi la începutul lui 1658. În locul lui îl pune pe Gheorghe Ghica. Încearcă să-și reia tronul, ajutat de aliații săi Constantin Șerban Basarab al Munteniei și Rakoczy, dar e învins la Strunga. În scurt timp e scos din alianță și înlocuit cu Mihnea al III-lea al Munteniei și pribegește prin Polonia și Austria (1662), Brandenburg, Moscova și Suedia (1665), dar fără rezultat. Toți îl părăsesc, și lipsa de mijloace îi aduce mizeria materială. Bolnav, părăsit și aflat în suferință, moare la Stettin în 1668, de unde soția sa îl aduce în țară, presupunându-se că e înmormântat la Mănăstirea Cașin.
Despre el a scris Miron Costin un pasaj elogios, deseori citat:
„Domniia lui Ștefan-vodă au fostŭ cu mare bivșug țărîi la toți anii domniei sale, care s-au trăgănat tocmai 5 ani, în pîine, în vin, în stupi, mare roadă în toate. Om deplin, capŭ întregŭ, hire adîncă, cît poți dzice că născu și în Moldova oameni. La învățături solielor, cărților la răspunsuri, am audzit pre mulți mărturisindŭ să hie fostŭ covîrșindŭ pre Vasilie-vodă. Mesele și petrecaniile ceștii domnii de-abiia la o vreo domniie să să hie prilejit, nu fără mare desfrînăciune la lucruri peste măsura curviei. Slujitorii mila și cinstea care au avut la această domnie n-au avut nice la o domnie, de cîndŭ odoacă țara.”

### Gheorghe Ștefan și începutul relațiilor româno-ruse
La mijlocul secolului al XVII-lea, în contextul renașterii militare otomane sub dinastia marilor viziri Köprülü și a presiunii exercitate de Poartă asupra principatelor Țării Românești, Transilvaniei și Moldovei, principele acesteia din urmă a solicitat sprijinul marelui cneaz Alexei Mihailovici. Astfel s-a ajuns la încheierea unui tratat (17 mai 1656) prin care marele cneaz promitea sprijin militar pentru recucerirea românească a cetăților Chilia, Tighina (Bender) și Cetatea Albă cu teritoriul lor, în schimbul recunoașterii suzeranității moscovite. 
Îndepărtarea din scaunul domnesc a principelui Moldovei, Gheorghe Ștefan (1653-1658) a făcut inaplicabil tratatul.